# Pelosia muscerda
Pelosia muscerda és una papallona nocturna de la subfamília Arctiinae i la família Erebidae. Es troba a la Zona Paleàrtica. L'envergadura alar fa 24-28 mm. Vola de juny a setembre, depenent de la ubicació. Les larves s'alimenten de líquens i algues.

## Galeria

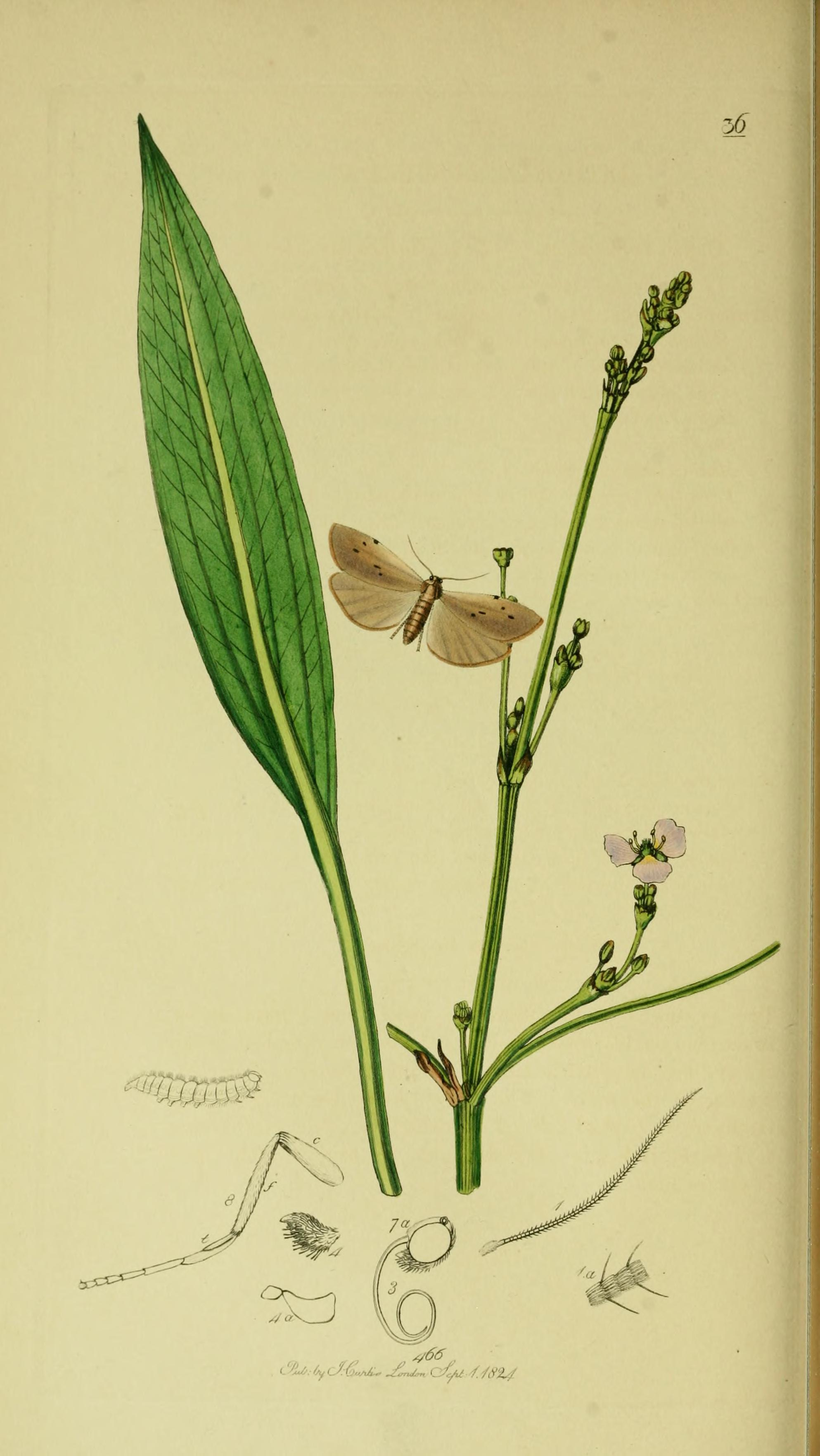
Il·lustració del volum 5 d'Entomologia britànica de John Curtis
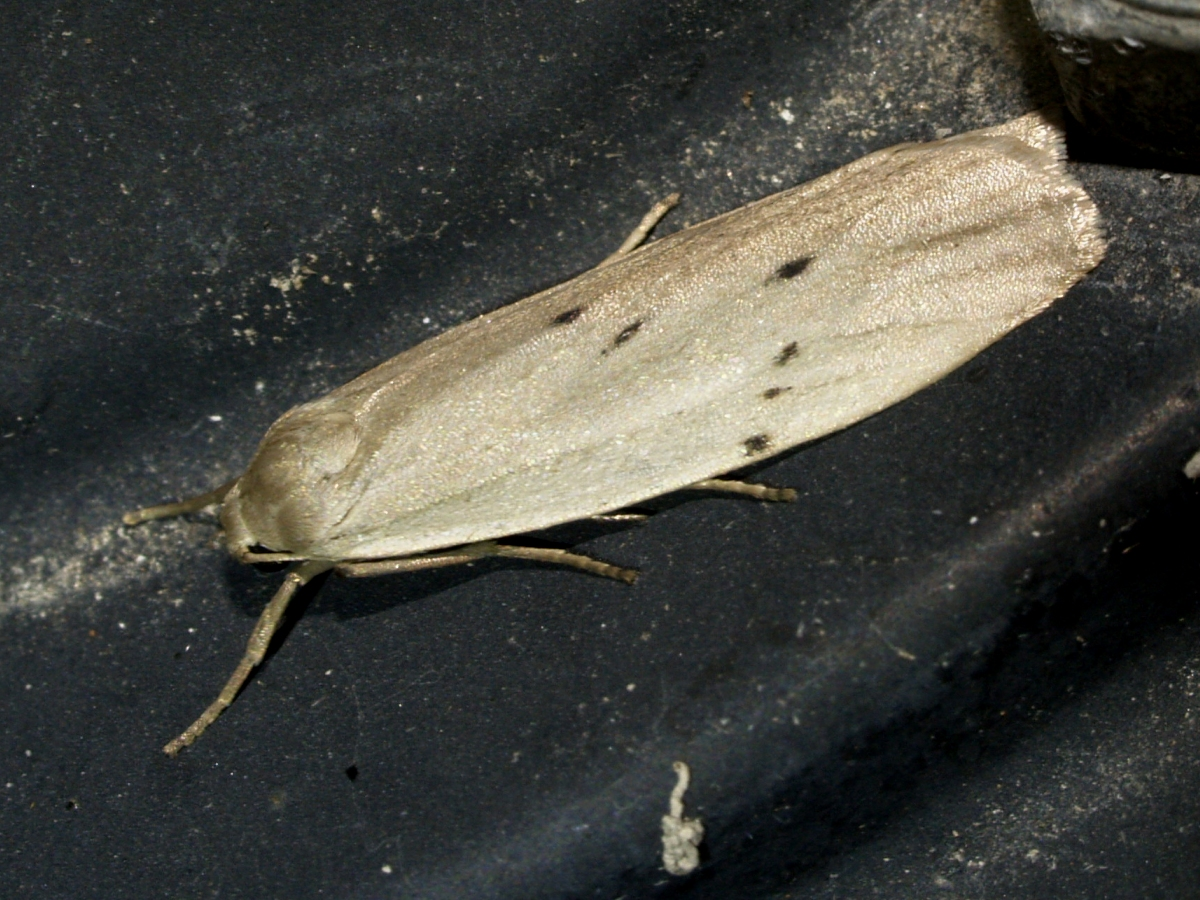
Pelosia muscerda
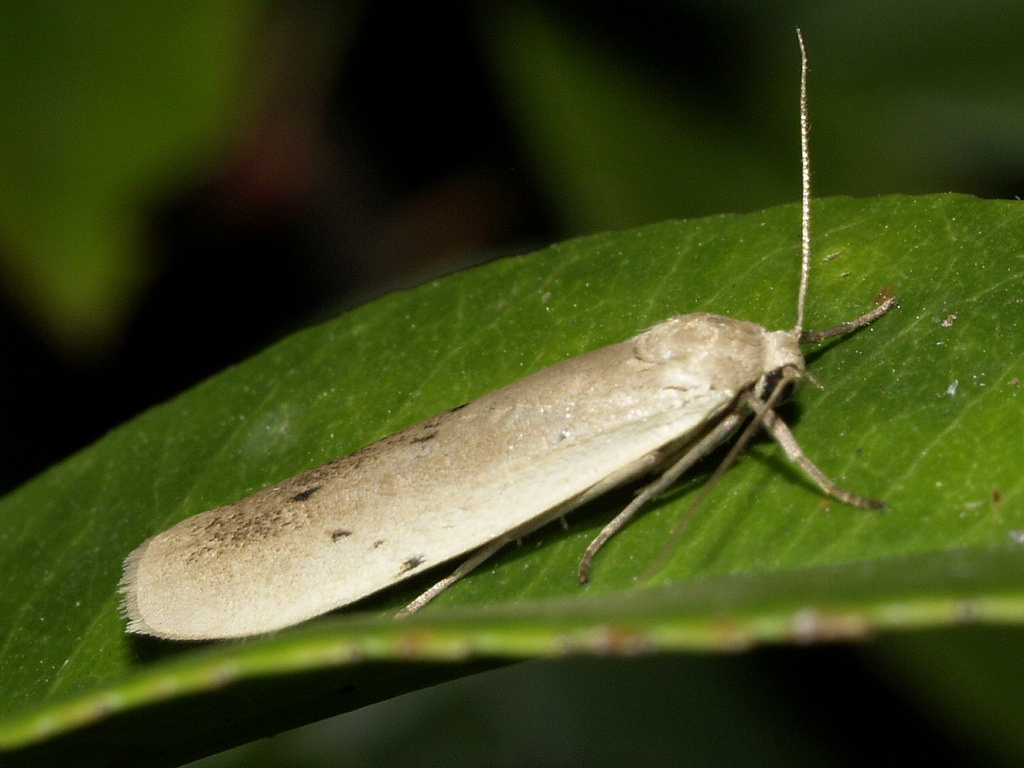
Pelosia muscerda